# Литтл, Камилла
Марисса Камилла Литтл (англ. Marissa Camille Little; род. 18 января 1985 года, Уинстон-Сейлем, Северная Каролина) — американская профессиональная баскетболистка, выступала в женской национальной баскетбольной ассоциации. Была выбрана на драфте ВНБА 2007 года во втором раунде под общим семнадцатым номером клубом «Сан-Антонио Силвер Старз». Играла на позиции тяжёлого форварда.

## Ранние годы
Камилла Литтл родилась 18 января 1985 года в городе Уинстон-Сейлем (штат Северная Каролина) в семье Роберта и Элейн Литтл, у неё есть старшая сестра, Брэнди, училась же там же в средней школе Карвер, в которой выступала за местную баскетбольную команду.